# Рождествено (Некрасовский район)
Рождествено — село в Некрасовском районе Ярославской области России. 
В рамках организации местного самоуправления входит в сельское поселение Бурмакино, в рамках административно-территориального устройства является центром Высоковского сельского округа.

## География
Село находится на востоке центральной части области, в зоне хвойно-широколиственных лесов, на левом берегу реки Нерехты, при автодороге 78К-0040, на расстоянии примерно 32 километров (по прямой) к юго-юго-востоку от посёлка городского типа Некрасовское, административного центра района. Абсолютная высота — 129 метров над уровнем моря.
Климат
Климат характеризуется как умеренно континентальный, с умеренно холодной зимой и тёплым летом. Среднегодовая температура воздуха — 3,2 °C. Средняя температура воздуха самого холодного месяца (января) — −11,7 °C (абсолютный минимум — −50 °C); самого тёплого месяца (июля) — 17,6 °C (абсолютный максимум — 35 °C). Годовое количество атмосферных осадков составляет около 554 мм, из которых большая часть выпадает в тёплый период.

## История
В XVII веке по административно-территориальному делению село входило в состав Костромского уезда в Нерехотский стан. В октябре 1616 года «князь Юрьева вотчина Дмитриевича Хворостинина село Рождественское да село Бордаково и деревни, после разоренья литовских людей и воровских казаков и как шли государевы воеводы из Ерославля за Лисовским на сход кн. Василей Туренин да князь Михайло Борятинский в 1616 г., а с ними шли ратные люди и немцы и казаки и те де воинские люди ту его князь Юрьеву вотчину запустошили, а в селе Рожественом храм деревянной во имя Рожество Христово, а придел Дмитрея Селунскаго, на церковной земле во дворах: поп Павел, двор дьякона пуст, дьячек Микишка, пономарь Микишка ...» . В 1628 году упоминается церковь «Рожество Христово в селе Рожествене в вотчине князь Юря Хворостинина». В 1653 году «у сей церкви 2 двора поповых, двор дьячков, двор пономарев, двор просвирницын, ... да в приходе 110 дворов крестьянских, 18 дворов бобыльских». 22 декабря 1711 года «запечатан указ по челобитью села Рождествена Рождественскаго попа Максима с приходскими людьми, велено в том селе новопостроенную церковь Зосимы и Саватия Соловецких чудотворцев освятить того ж уезда Сыпанева монастыря игумену Ионе и антиминс в тое церковь выдать». 
Каменная Рождественская церковь с колокольней построена в 1783 году средствами приходских людей. Церковь была обнесена каменной оградой, внутри которой приходское кладбище. Престолов было пять: в холодной — главный в честь Рождества Христова, правый в честь Владимирской иконы Божией Матери, левый в честь свв. прп. Зосимы и Савватия Соловецких; в теплой — правый в честь Пророка Илии, левый в честь блгв. кн. Александра Невского.
В конце XIX — начале XX века село являлось центром Рождественской волости Нерехтского уезда Костромской губернии, с 1918 года — Иваново-Вознесенской губернии.
С 1929 года село являлось центром Рождественского сельсовета Нерехтского района, с 1944 года — в составе Бурмакинского района, с 1954 года — центр Высоковского сельсовета, с 1959 года — в составе Некрасовского района, с 2005 года — в составе сельского поселения Бурмакино.
До 2012 года в селе действовала Рождественская основная общеобразовательная школа.

## Население
| 1872 | 1897 | 1907 | 2002 | 2007 | 2010 |
| ---- | ---- | ---- | ---- | ---- | ---- |
| 105  | ↗138 | ↘110 | ↗228 | ↗264 | ↘242 |

Национальный состав
Согласно результатам переписи 2002 года, в национальной структуре населения русские составляли 99 % из 228 чел.

## Достопримечательности
В селе находится недействующая церковь Рождества Христова (1783 год).